# 벨 에포크
벨 에포크 또는 라 벨 에포크(Belle Époque 아름다운 시대[*])는 프로이센-프랑스 전쟁이 끝난 1871년부터 1914년 제1차 세계 대전 발발까지 이어진 프랑스 및 유럽의 역사 시대이다. 프랑스 제3공화국 시대에 일어났으며, 낙천주의, 계몽주의, 낭만주의, 지역 평화, 경제적 번영, 보수주의, 내셔널리즘, 식민지 확장, 그리고 기술, 과학, 문화 혁신으로 특징지어지는 시기였다. 이 시대 프랑스의 문화 예술 풍토(특히 당시 파리)에서는 예술이 현저히 번성했으며, 문학, 음악, 연극, 시각 예술 분야의 수많은 걸작들이 광범위한 인정을 받았다.
벨 에포크는 나폴레옹 전쟁과 제1차 세계 대전의 참혹함과 대비되는 유럽 대륙의 "황금기"로 회고적으로 명명되었다. 역사가 R. R. 파머에 따르면, 벨 에포크는 "유럽 문명이 세계 정치에서 가장 큰 힘을 얻고, 유럽 외부의 민족들에게도 최대의 영향을 미쳤던" 시기였다.

## 대중문화와 유행

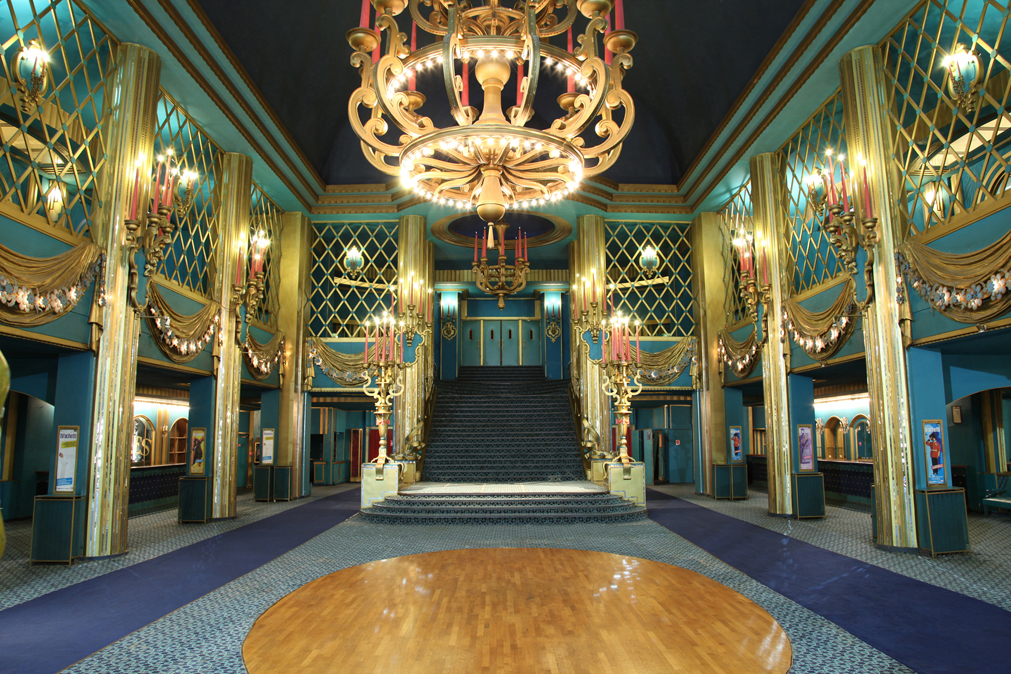
폴리 베르제르 카바레의 웅장한 로비

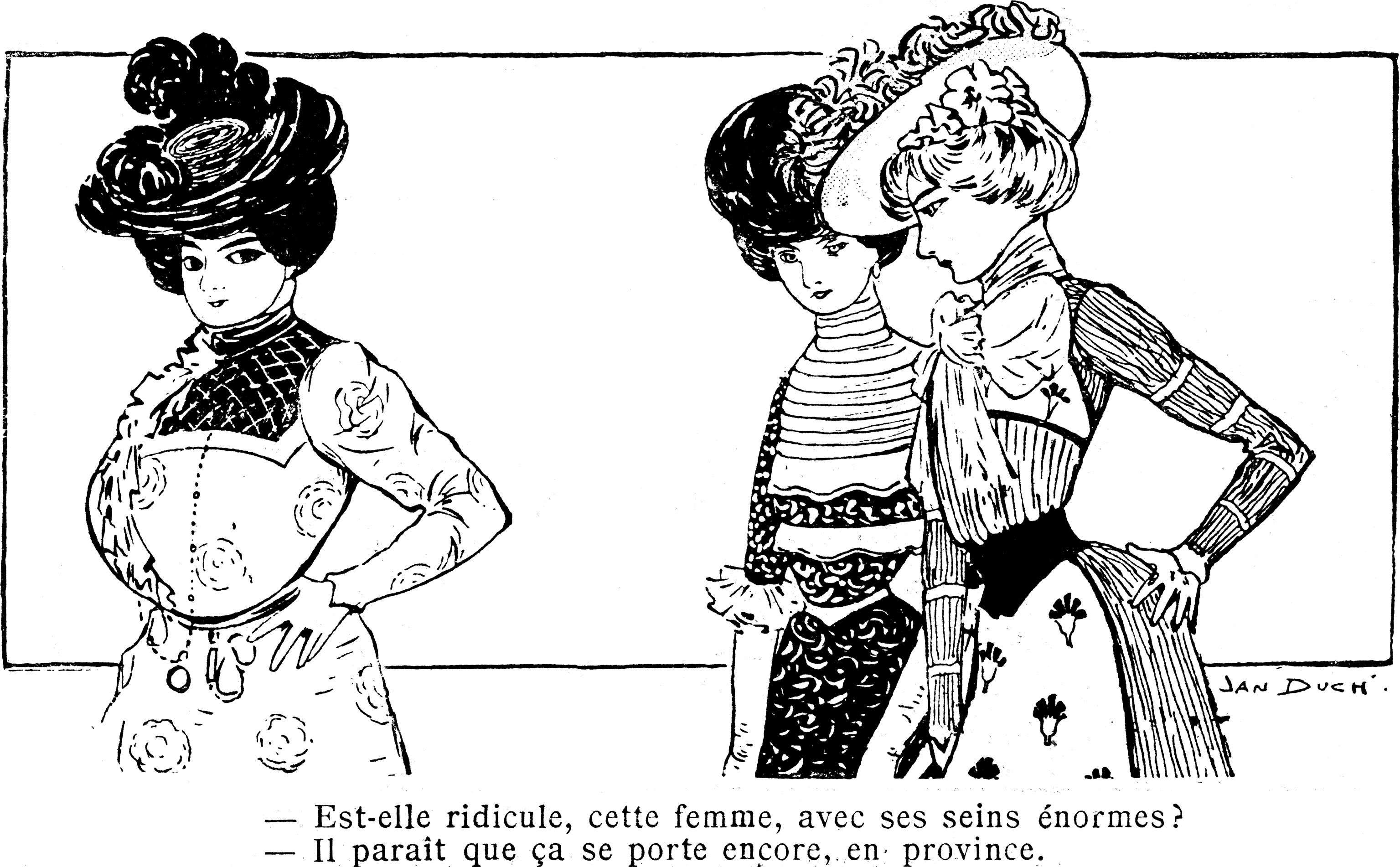
1900년 얀 뒤슈의 잡지 '르 프루 프루'에 실린 만화. 작은 가슴을 선호하는 파리 스타일 트렌드를 풍자하고 있다 ("이 여자, 엄청난 가슴으로 우스꽝스럽지 않아?" "지방에서는 아직도 유행하는 것 같아.")

두 차례의 참혹한 세계 대전과 그 여파로 인해 벨 에포크는 20세기 고난과 대비되는 삶의 기쁨의 시기로 비춰졌다. 또한 제3공화국 초기의 혼란, 즉 프로이센-프랑스 전쟁에서의 패배, 파리 코뮌 봉기, 조르주 불랑제 장군의 몰락 이후 프랑스가 누린 안정기이기도 했다. 불랑제의 패배와 파리에서 열린 1889년 만국 박람회와 관련된 축하 행사는 낙관주의와 풍요의 시대를 열었다. 프랑스 제국주의는 전성기를 맞았다. 프랑스는 세계적인 영향력을 가진 문화 중심지였으며, 교육, 과학, 의료 기관은 유럽의 선두에 있었다.
그러나 이것이 파리나 프랑스 생활의 전부는 아니었다. 프랑스에는 벨 에포크의 경이로움과 오락을 거의 경험하지 못한 대규모 경제적 하층민이 있었다. 빈곤은 벨 에포크가 끝난 후 수십 년 동안 파리 도시 빈민가와 시골 농민층에 만연했다. 정부와 로마 가톨릭교회 사이의 갈등은 이 시기 동안 빈번했다. 일부 예술 엘리트들은 세기말을 비관적으로 보았다.

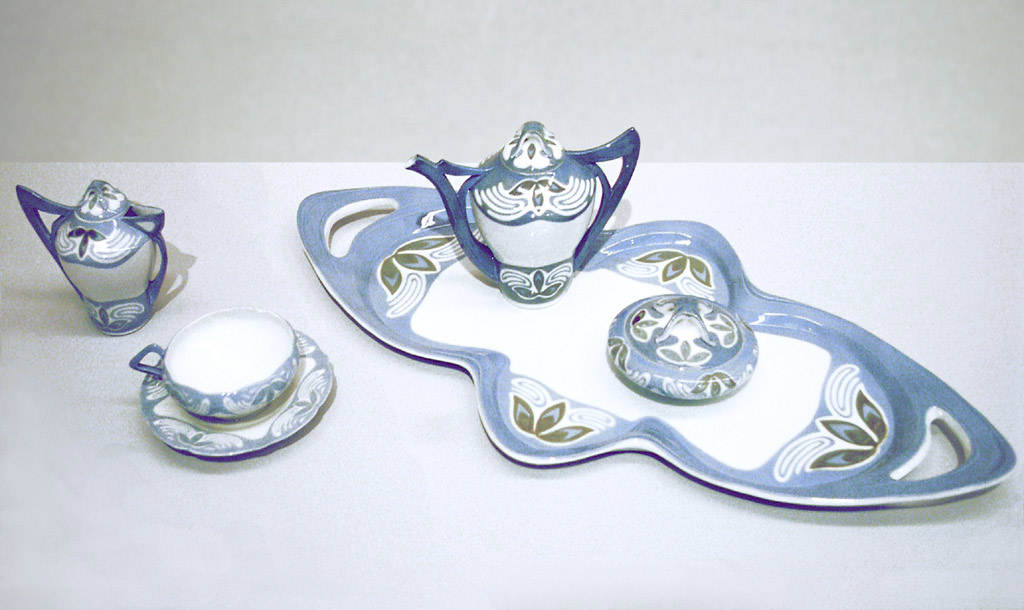
테오도르 그루스트가 제작한 아르누보 양식의 마이센 도자기 커피 세트, 1902년

이 시대의 번영을 누릴 수 있었던 사람들은 벨 에포크 동안 새로운 형태의 가벼운 오락에 매료되었고, 파리의 부르주아지, 즉 졸부라고 불리는 성공적인 산업가들은 '투 파리'("파리 전체", 또는 "파리의 모든 사람")로 알려진 도시의 엘리트 사교계의 습관과 유행에 점점 더 영향을 받았다. 카지노 드 파리는 1890년에 문을 열었다. 파리의 덜 부유한 대중을 위한 오락은 카바레, 비스트로 및 뮤직홀에서 제공되었다.
물랭 루주 카바레는 오늘날에도 여전히 운영되는 파리의 명소이다. 폴리 베르제르는 또 다른 상징적인 장소였다. 벌레스크 공연 양식은 유럽과 미국의 더 보수적인 도시들보다 벨 에포크 파리에서 더 주류였다. 리안 드 푸지, 무용가, 사교계 명사이자 코티즌은 파리 최고의 카바레에서 주연 배우로 잘 알려져 있었다. 폴레르, 미스탱게트, 파울루스, 외제니 푸게르, 라 굴뤼, 젠 애브릴과 같은 벨 에포크 무용수 및 가수들은 파리의 유명 인사였으며, 그 중 일부는 앙리 드 툴루즈로트레크의 상징적인 포스터 예술의 모델이 되었다. 캉캉 춤은 19세기 인기 있는 카바레 양식이었으며, 이 시대 툴루즈로트레크의 포스터에 등장한다.
파리에서 열린 1889년 만국 박람회의 그랜드 입구 역할을 위해 지어진 에펠탑은 파리 주민들과 전 세계 방문객들에게 도시의 익숙한 상징이 되었다. 파리는 1900년에도 또 다른 성공적인 만국 박람회인 Exposition Universelle를 개최했다. 파리는 제2제국의 건축 및 공공 편의 시설 개혁으로 인해 크게 변화했다. 파리 개조 사업은 주거, 거리 배치, 녹지 공간을 변화시켰다. 걷기 좋은 동네는 벨 에포크 시대에 잘 정비되었다.
값싼 석탄과 값싼 노동력은 난초 숭배에 기여했으며, 온실에서 재배되는 과일의 완성을 가능하게 했다. 국빈 만찬의 장치가 상류층에까지 확장되었기 때문이다. 이국적인 깃털과 모피는 이전보다 패션에 더 두드러지게 등장했으며, 벨 에포크의 중심지인 파리에서 오트쿠튀르가 탄생하여 패션은 연간 주기로 움직이기 시작했다. 파리에서는 막심 파리와 같은 레스토랑이 부자들이 자랑할 장소로서 새로운 화려함과 명성을 얻었다. 막심 파리는 단연코 파리에서 가장 고급스러운 레스토랑이었다. 보헤미안 라이프스타일은 몽마르트르의 카바레에서 추구되며 다른 매력을 얻었다.
오페라 가르니에와 같은 대규모 공공 건물은 아르누보 전시 공간으로서 실내 디자인에 막대한 공간을 할애했다. 19세기 중반 이후, 철도는 유럽의 모든 주요 도시를 비아리츠, 도빌, 비시 (프랑스), 아르카숑 및 코트다쥐르와 같은 스파 도시들과 연결했다. 이들의 객차는 엄격하게 일등석과 이등석으로 나뉘었지만, 초고액 자산가들은 이제 개인 철도 차량을 주문하기 시작했는데, 이는 배타성과 과시가 호화로운 사치의 특징이었기 때문이다.

## 정치

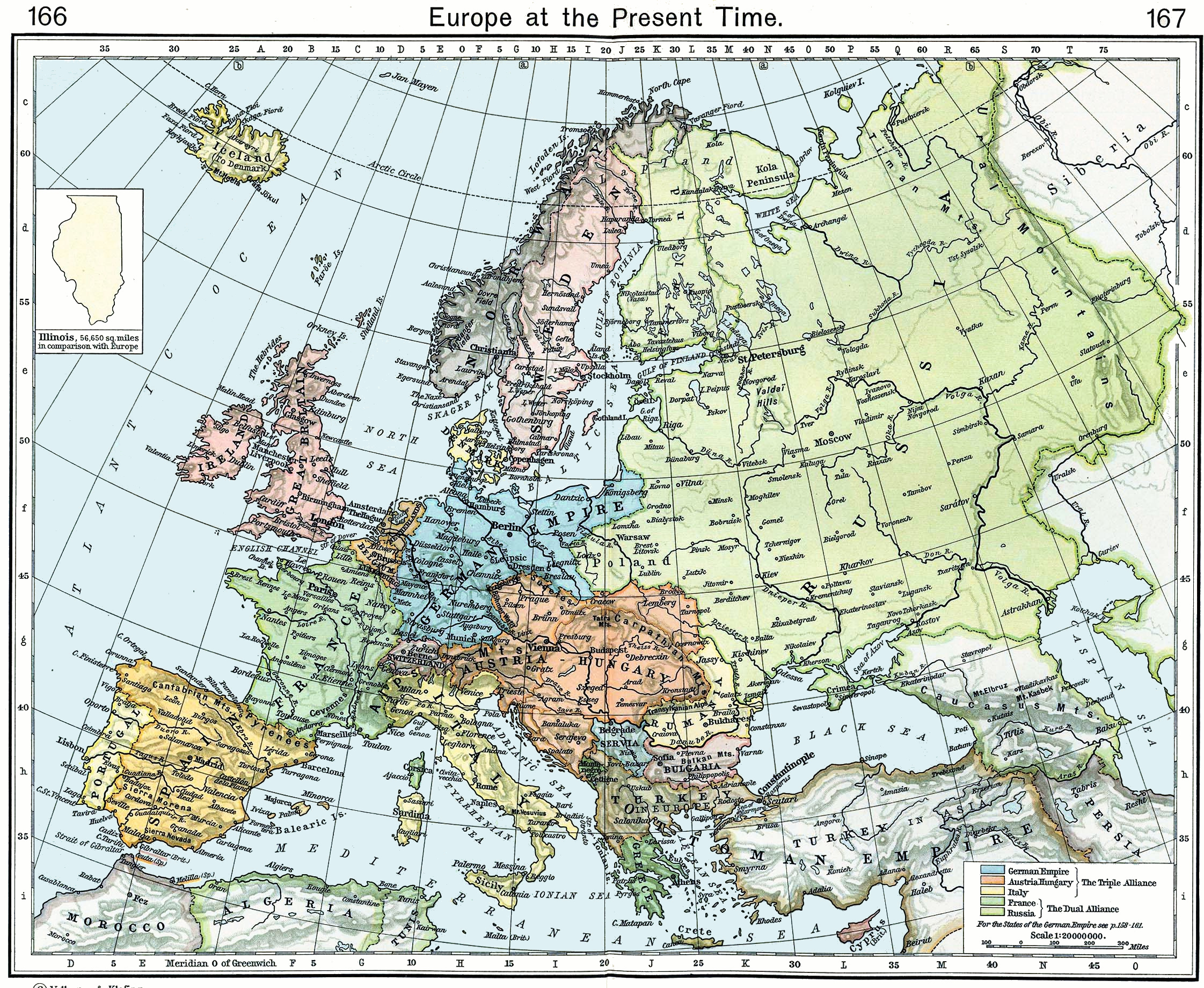
벨 에포크 시대의 유럽 (1911년)

프로이센-프랑스 전쟁과 제1차 세계 대전 사이의 기간은 서유럽과 중앙유럽에서 이례적인 정치적 안정으로 특징지어졌다. 1871년 프랑스가 독일에 알자스-로렌을 상실한 결과로 프랑스와 독일 간의 긴장은 지속되었지만, 일련의 외교 회의를 통해 전반적인 평화를 위협하는 분쟁들을 중재할 수 있었다: 1878년 베를린 회의, 1884년 베를린 콩고 회담, 그리고 1906년 알헤시라스 회담이 그것이다. 실제로 벨 에포크 시대의 많은 유럽인들에게는 특히 귀족들 사이에서 초국가적인 계급 기반 소속감이 국가적 정체성만큼 중요했다. 상류층 신사는 여권 없이도 서유럽 대부분을 여행할 수 있었고, 최소한의 관료적 규제만으로도 해외에 거주할 수 있었다. 제1차 세계 대전, 대중교통, 문해율의 확산, 그리고 다양한 시민권 문제로 인해 이러한 상황이 변화했다.
벨 에포크는 값싼 노동력을 보장하는 계급 구조를 특징으로 했다. 파리 메트로 지하철 시스템은 버스와 노면전차와 함께 노동 인구를 수송했으며, 도시의 부유한 중심지에 살지 않는 하인들도 포함되었다. 이러한 통근의 한 가지 결과는 교외화였으며, 이는 노동계급과 상류층 거주지를 먼 거리로 분리시키는 것을 가능하게 했다.

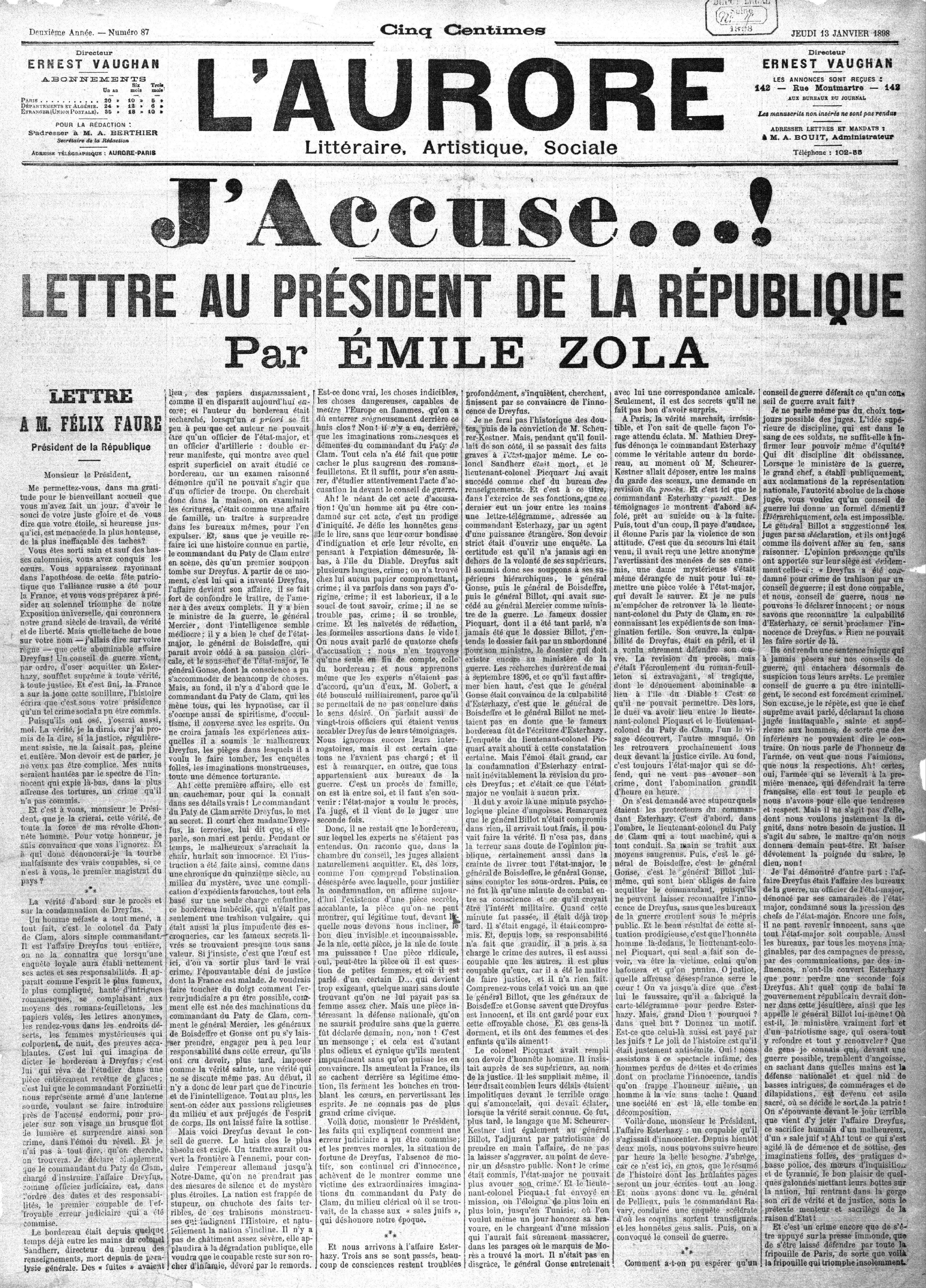
드레퓌스 사건 중 알프레드 드레퓌스 대위의 대우를 비난하며 에밀 졸라가 프랑스 정부와 국민에게 보낸 공개 서한의 신문 헤드라인

한편, 국제 노동자 운동 또한 재편성되어 벨 에포크를 지탱한 계급들 사이에서 범유럽적, 계급 기반 정체성을 강화했다. 가장 주목할 만한 초국가적 사회주의 조직은 제2인터내셔널이었다. 다양한 성향의 아나키스트들은 제1차 세계 대전 직전까지 활동적이었다. 정치적 암살 및 암살 시도는 프랑스에서는 여전히 드물었지만(러시아와 달리) 1894년 마리 프랑수아 사디 카르노 대통령 살해와 같은 몇 가지 주목할 만한 예외가 있었다. 1893년 프랑스 하원에서 폭탄이 터져 부상을 입었지만 사망자는 없었다. 민간인에 대한 테러도 1894년에 에밀 앙리에 의해 발생하여 카페 손님을 살해하고 여러 명에게 부상을 입혔다.
프랑스는 벨 에포크 기간 동안 국내에서 상대적인 정치적 안정기를 누렸다. 재임 중이던 펠릭스 포르 대통령의 갑작스러운 사망은 국가를 놀라게 했지만, 정부에 불안정한 영향을 미치지는 않았다. 이 시기에 국가가 직면한 가장 심각한 정치적 문제는 드레퓌스 사건이었다. 알프레드 드레퓌스 대위는 프랑스 정부 관리들의 조작된 증거로 인해 반역죄로 부당하게 유죄 판결을 받았다. 드레퓌스에게 향한 반유대주의와 일상 사회에서 프랑스 대중이 용인한 반유대주의는 논란과 이어진 재판의 핵심 쟁점이었다. 드레퓌스 사건을 둘러싼 대중의 논쟁은 저명한 소설가 에밀 졸라가 정부 부패와 프랑스 반유대주의를 비난하며 신문에 보낸 공개 서한인 나는 고발한다...!의 출판 이후 격화되었다. 드레퓌스 사건은 수년간 프랑스인들의 관심을 사로잡았고, 신문에 크게 보도되었다.
유럽 정치에서는 정권 교체가 거의 없었으며, 주요 예외는 1910년에 공화국 혁명을 겪은 포르투갈이었다. 그러나 많은 나라에서 노동계급 사회주의 정당, 부르주아 자유주의 정당, 토지 소유 또는 귀족 보수주의 정당 간의 긴장이 실제로 증가했으며, 이 시대 유럽 정치의 평온한 표면 아래에는 심각한 정치적 불안정이 숨어 있었다고 주장되어 왔다. 실제로 군국주의와 국제적 긴장은 1897년과 1914년 사이에 상당히 증가했으며, 전쟁 직전의 몇 년은 유럽 전반의 군비 경쟁으로 특징지어졌다. 또한 이 시대는 신제국주의라고 알려진 대규모 해외 식민주의의 시대였다. 이러한 제국 확장의 가장 유명한 부분은 아프리카 분할이었다.

### 갈등과 전쟁

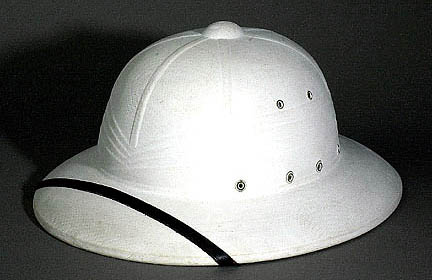
피스 헬멧은 지구의 열대 지역에서 식민주의의 상징이다.

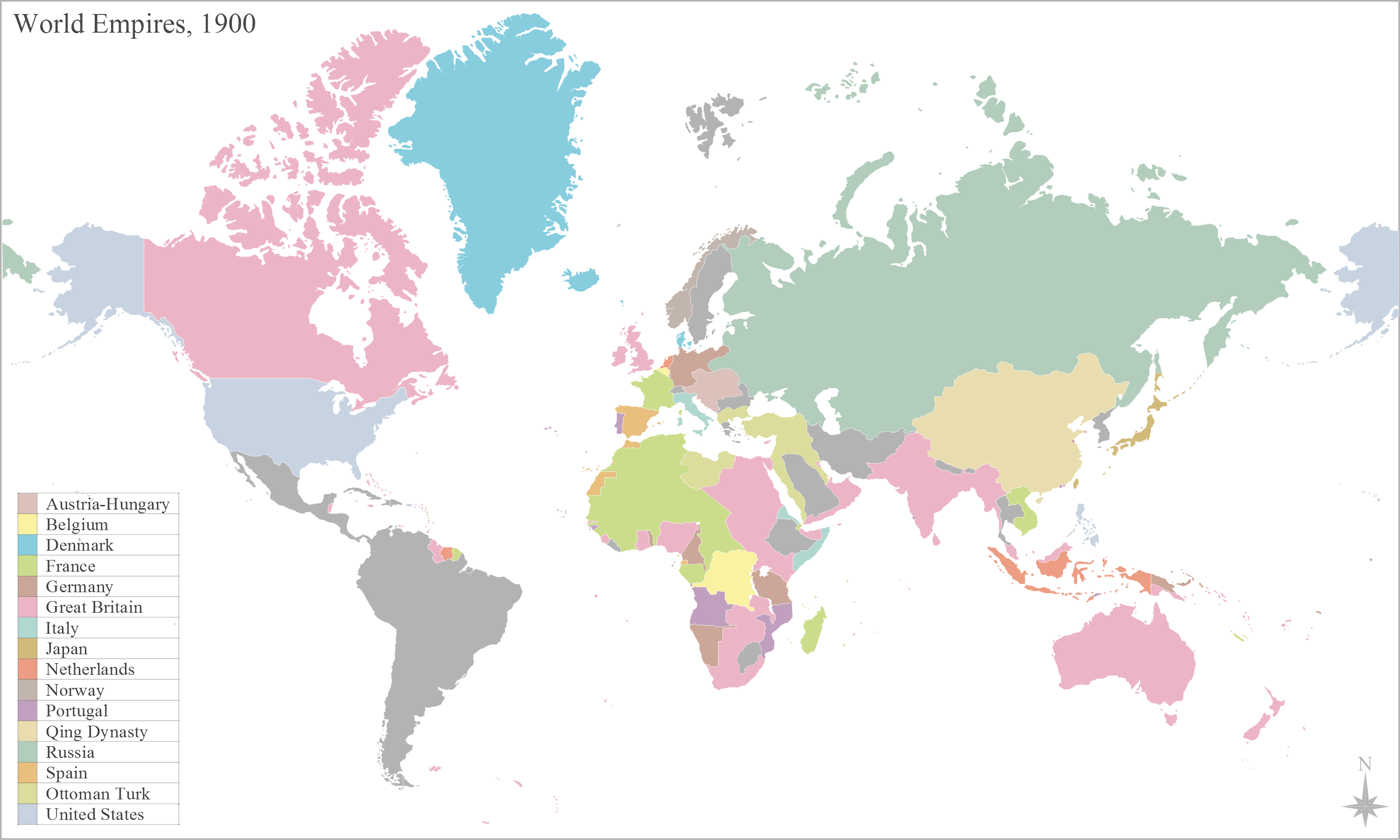
1900년 세계 제국들. 영국 왕립 해군의 지배력 등 여러 이유로 대영 제국 (분홍색)은 이 시기에 세계에서 가장 강력하다.

대부분의 강대국들(벨기에, 네덜란드, 덴마크와 같은 일부 소국들도 포함)은 제국주의에 참여하여 특히 아프리카와 아시아에 자체 해외 제국을 건설했다. 수많은 혁명, 내전 및 식민지 반란이 있었지만, 가장 주목할 만한 사건은 다음과 같다: 프로이센-프랑스 전쟁 (1870–1871), 러시아-튀르크 전쟁 (1877–1878), 태평양 전쟁 (남아메리카) (1879–1884), 보어 전쟁 (1880–1881 및 1899–1902), 청일 전쟁 (1894–1895), 제1차 이탈리아-에티오피아 전쟁 (1895–1896), 그리스-튀르크 전쟁 (1897년) (1897), 미국-스페인 전쟁 (1898), 필리핀-미국 전쟁 (1899–1902), 러일 전쟁 (1905), 그리고 이탈리아-튀르크 전쟁 (1911–1912).
제1차 발칸 전쟁 (1912–1913)과 제2차 발칸 전쟁 (1913)은 제1차 세계 대전 (1914–1918)의 서막으로 간주되며, 산업 수준의 물질적, 인적 파괴는 벨 에포크의 종말을 알린다.
1890년 영국 최후통첩, 파쇼다 사건 (1898), 제1차 모로코 위기 (1905–1906), 그리고 제2차 모로코 위기 (1911)와 같은 주목할 만한 외교적 갈등도 있었다.

## 과학 및 기술

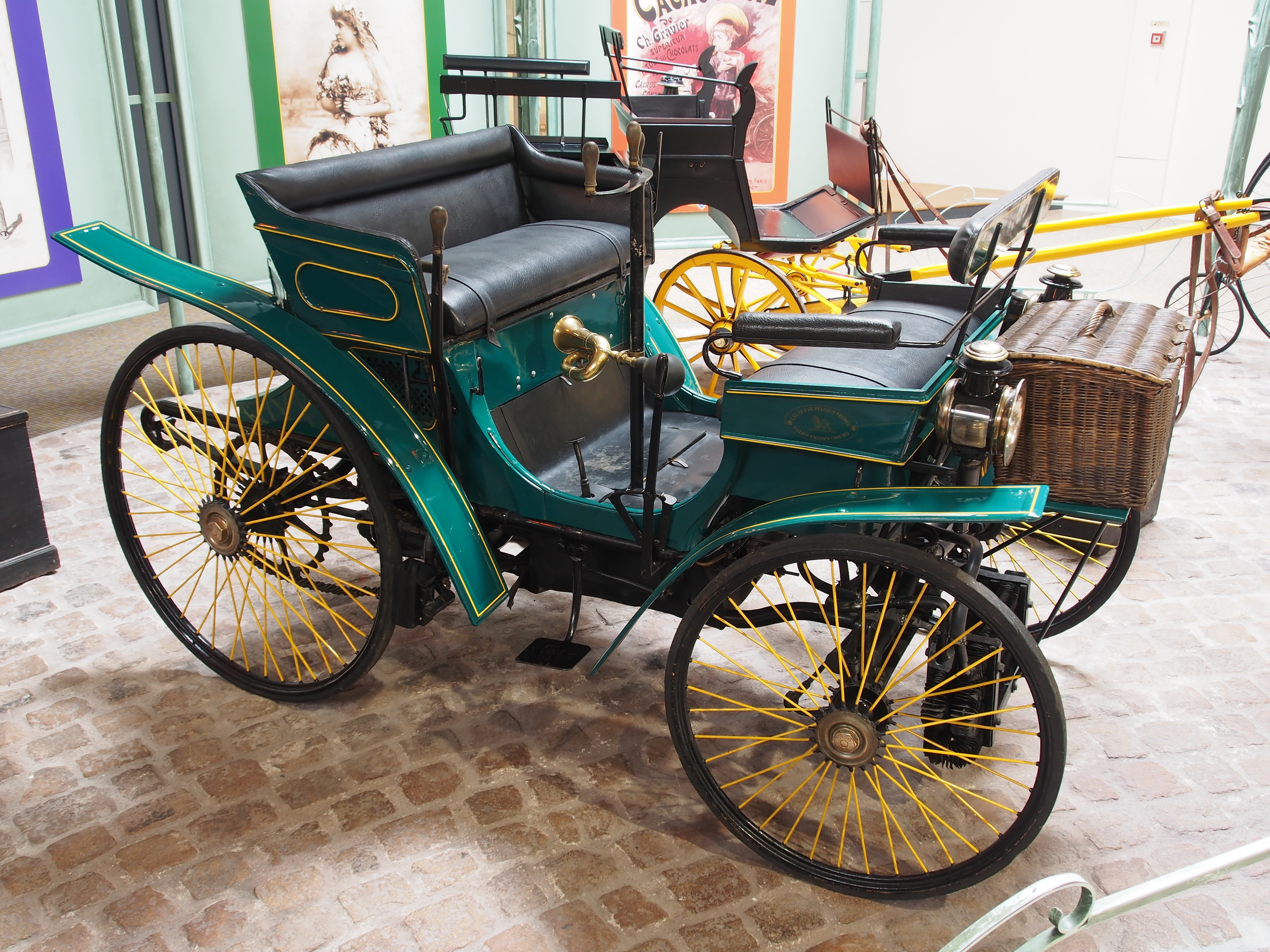
1891년 프랑스에서 제작된 푸조 Type 3

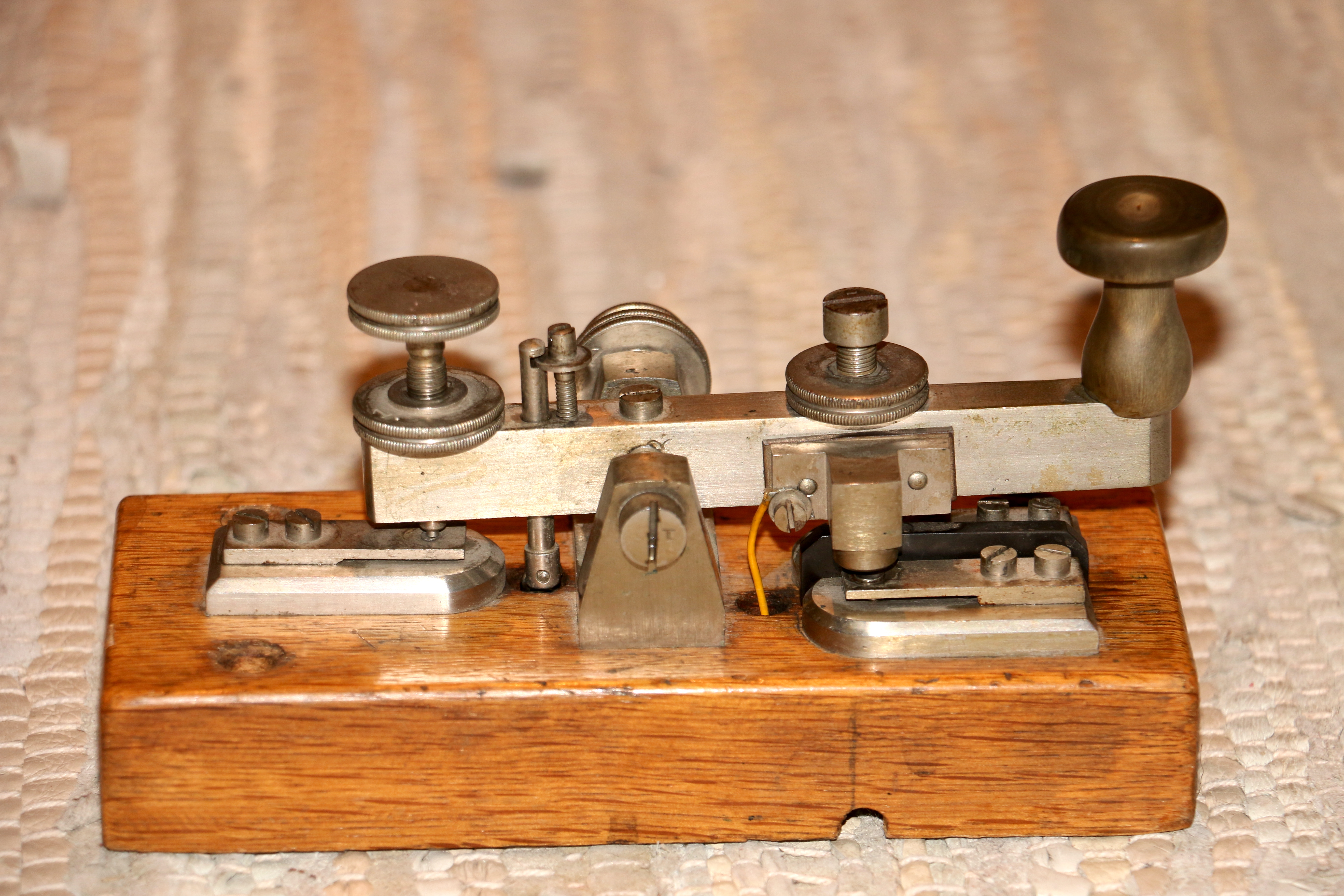
모스 부호로 메시지를 전송하는 데 사용되는 전건

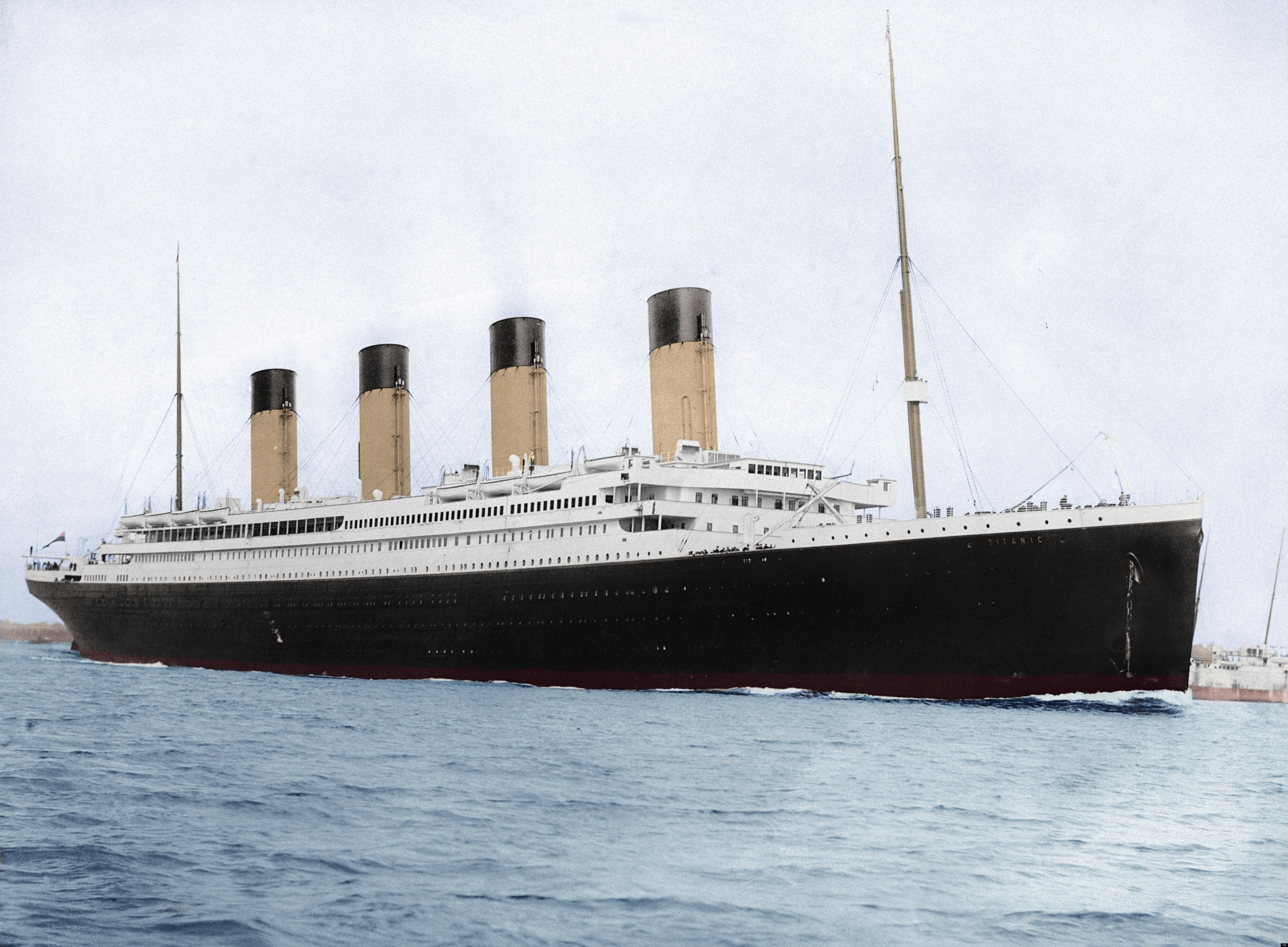
1912년 타이타닉호 침몰 사고는 이 시대 가장 잘 알려진 비극이다.

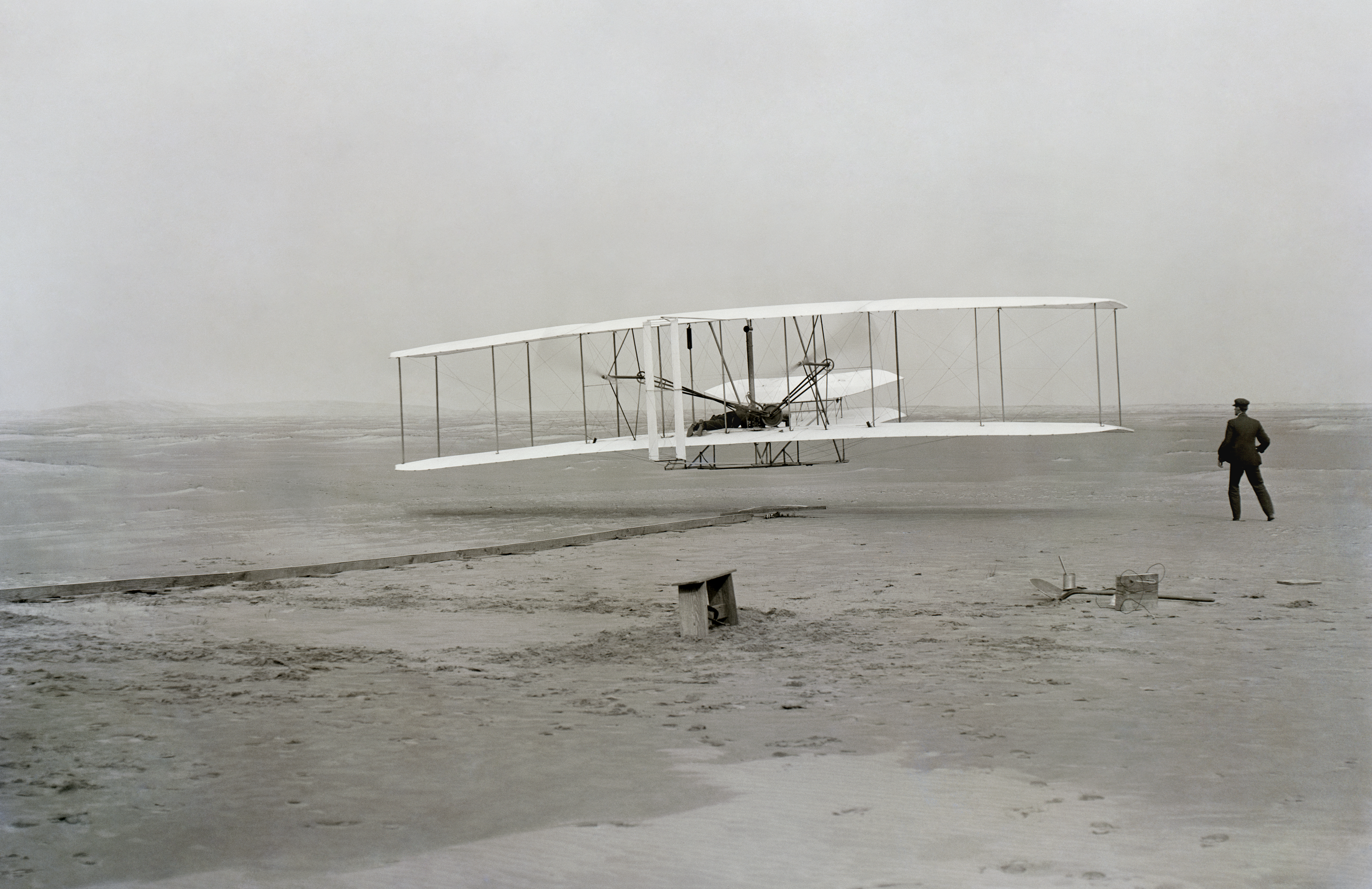
라이트 플라이어: 동력, 제어, 공기보다 무거운 항공기로 처음으로 지속적인 비행에 성공 (1903년).

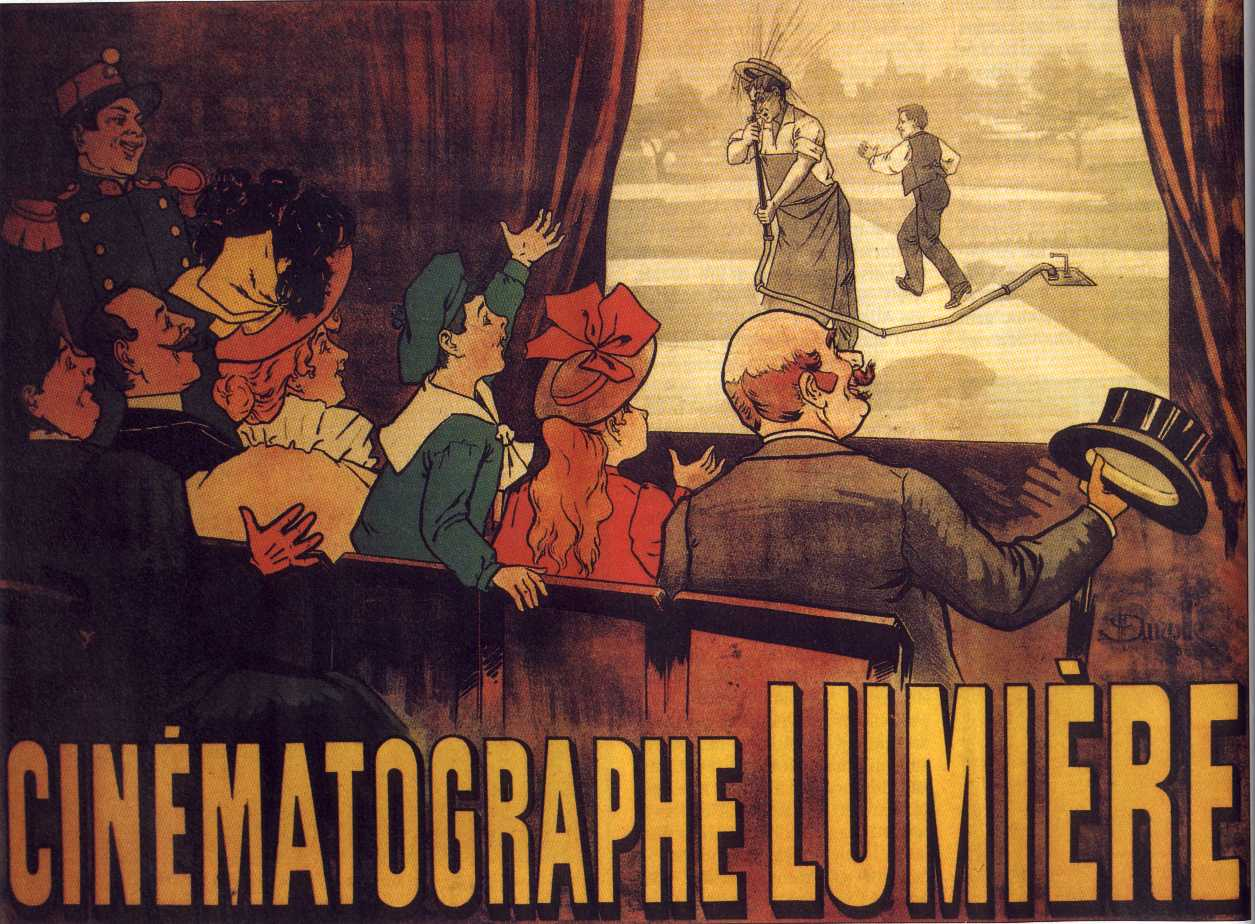
세계 최초의 영화 포스터, 코미디 정원사 (영화), 1895년

벨 에포크는 유럽과 전반적인 세계에서 위대한 과학 기술 발전의 시대였다. 제2차 산업 혁명의 발명품 중 이 시대에 일반적으로 보급된 것들은 수많은 새로운 유행 형태의 가볍고 소음 없는 캐리지의 완성도를 포함하며, 이들은 시대 말기에는 자동차로 대체되었는데, 자동차는 첫 10년 동안 부유한 사람들을 위한 호화로운 실험이었다. 푸조와 같은 프랑스 자동차 제조업체는 이미 마차 제조의 선구자였다. 에두아르 미슐랭 (1859년생)은 1890년대에 자전거와 자동차용 탈착식 공기 타이어를 발명했다. 스쿠터와 모페드도 벨 에포크 시대의 발명품이다.
수많은 프랑스 발명가들이 현대 사회에 지속적인 영향을 미치는 제품들을 특허 출원했다. 전화가 신속한 통신 수단으로서 전신에 합류한 후, 프랑스 발명가 에두아르 벨린은 전화로 사진을 전송하는 벨리노그래프, 또는 유선 사진 전송 장치를 개발했다. 전기 조명이 가스등을 대체하기 시작했으며, 네온 사인은 프랑스에서 발명되었다.
프랑스는 초기 영화 기술의 선두 주자였다. 뤼미에르 형제에 의해 사용된 시네마토그라프는 프랑스에서 레옹 불리에 의해 발명되었으며, 뤼미에르 형제는 세계 최초의 영화 상영을 개최했다. 뤼미에르 형제는 시네마토그래피에서 많은 다른 혁신을 이루었다. 영화는 이 시대에 개발되었지만, 제1차 세계 대전 이후에야 일반화되었다.
비행기는 여전히 매혹적인 실험으로 남아 있었지만, 프랑스는 항공 분야의 선두 주자였다. 프랑스는 1910년에 세계 최초의 국가 공군을 창설했다. 두 명의 프랑스 발명가, 루이 브레게와 폴 코르뉘는 1907년에 최초의 비행 헬리콥터에 대한 독립적인 실험을 수행했다.
앙리 베크렐은 1896년 인광성 물질을 연구하던 중 방사능을 발견했다. 그의 연구는 1857년 아벨 니엡스 드 생빅토르가 우라늄 염분에 대해 이전에 관찰한 내용을 확인하고 설명했다.
이 시대에 생물학자와 의사들은 마침내 질병의 세균설을 이해하게 되었고, 세균학 분야가 확립되었다. 루이 파스퇴르는 이 시기 프랑스에서 아마도 가장 유명한 과학자였을 것이다. 파스퇴르는 저온 살균법과 광견병 백신을 개발했다. 수학자이자 물리학자인 앙리 푸앵카레는 순수 및 응용 수학에 중요한 공헌을 했으며, 수학 및 과학 주제에 대한 일반 대중을 위한 책도 출판했다. 마리 스코워도프스카 퀴리는 프랑스에서 활동하며 1903년 노벨 물리학상과 1911년 노벨 화학상을 수상했다. 물리학자 가브리엘 리프만은 오늘날에도 여전히 사용되는 집적 이미지를 발명했다.

## 미술과 문학

오귀스트 르누아르, 물랭 드 라 갈레트의 무도회, 1876년, 캔버스에 유채, 131 × 175 cm, 오르세 미술관

1890년, 빈센트 반 고흐가 사망했다. 그의 그림들이 생전에는 인정받지 못했던 찬사를 얻기 시작한 것은 1890년대였다. 처음에는 다른 예술가들 사이에서, 그리고 점차 대중들 사이에서 인정받았다. 인상파의 이상에 대한 반작용은 벨 에포크 시대 파리의 시각 예술을 특징지었다. 파리의 탈인상주의 운동에는 나비파, 장미 십자 살롱, 상징주의 (시, 음악, 시각 예술에도 해당), 야수파, 그리고 초기 모더니즘이 포함되었다. 1900년에서 1914년 사이에 표현주의가 파리와 빈의 많은 예술가들을 사로잡았다. 입체주의와 추상의 초기 작품들이 전시되었다. 외국 문화의 영향도 파리에서 강하게 느껴졌다. 파리의 공식 미술 학교인 에콜 데 보자르는 일본 판화 전시회를 개최하여 그래픽 디자인, 특히 포스터와 책 삽화에 대한 접근 방식을 변화시켰다 (오브리 비어즐리는 1890년대 파리를 방문했을 때 유사한 전시에 영향을 받았다). 20세기 전환기에 아프리카 부족 미술 전시회 또한 파리 예술가들의 상상력을 사로잡았다.
아르누보는 이 시기에서 가장 대중적으로 인정받는 예술 운동이다. 곡선 형태와 자연에서 영감을 받은 모티프로 특징지어지는 이 주로 장식적인 양식(중앙 유럽의 유겐트슈틸)은 1890년대 중반부터 두드러졌고 유럽 대부분의 진보적인 디자인을 지배했다. 엑토르 기마르의 파리 메트로 역과 같은 파리 공공 미술에서의 사용은 이 양식을 도시와 동의어로 만들었다.
벨 에포크 시대 파리의 저명한 예술가로는 오딜롱 르동, 귀스타브 모로, 모리스 드니, 피에르 보나르, 에두아르 뷔야르, 폴 고갱, 앙리 마티스, 에밀 베르나르, 앙리 루소, 앙리 드 툴루즈로트레크 (그의 명성은 사후에 상당히 향상되었다), 주세페 아미사니, 그리고 젊은 파블로 피카소와 같은 탈인상주의자들이 있었다. 파리 출신의 오귀스트 로댕의 작품에서 볼 수 있듯이 조각에서도 더욱 현대적인 형태가 지배하기 시작했다.

피카소, 아비뇽의 처녀들 (1907년), 뉴욕 근대미술관

인상주의 회화는 벨 에포크 훨씬 이전에 시작되었지만, 처음에는 아카데미가 승인한 사실주의 및 구상 미술에 익숙한 대중으로부터 노골적인 경멸은 아니더라도 회의적인 반응을 받았다. 1890년 모네는 건초더미 연작을 시작했다. 1860년대에 예술적 아방가르드로 여겨졌던 인상주의는 제1차 세계 대전 이후에야 널리 받아들여졌다. 파리 아카데미 오브 아트와 관련된 아카데믹 회화 양식은 파리 대중들 사이에서 가장 존경받는 양식으로 남아 있었다. 벨 에포크 대중에게 호소한 예술가로는 윌리암 아돌프 부그로, 영국의 라파엘 전파의 존 윌리엄 워터하우스, 그리고 프레데릭 레이튼과 그의 전원적인 로마 장면 묘사가 있다. 더 진보적인 취향은 바르비종파의 야외 사생 화가들을 후원했다. 이 화가들은 라파엘 전파와 관련이 있었으며, 이는 "영혼들"이라는 심미적인 사고방식을 가진 세대에게 영감을 주었다.
독특한 지역적 변형이 있는 아르누보의 성공적인 사례들이 프랑스, 독일, 벨기에, 스페인, 오스트리아 (빈 분리파), 헝가리, 보헤미아, 세르비아, 라트비아에 건설되었다. 이는 곧 페루, 브라질, 아르헨티나, 멕시코, 미국을 포함한 전 세계로 퍼져나갔다.
유럽 문학은 벨 에포크 동안 큰 변화를 겪었다. 문학적 사실주의와 자연주의는 새로운 정점에 도달했다. 가장 유명한 프랑스 사실주의 또는 자연주의 작가로는 기 드 모파상과 에밀 졸라가 있다. 사실주의는 점차 모더니즘으로 발전하여 1890년대에 등장했으며, 벨 에포크 말기와 전간기 내내 유럽 문학을 지배했다. 마르셀 프루스트의 모더니즘 고전인 잃어버린 시간을 찾아서는 1909년에 시작되어 제1차 세계 대전 이후에 출판되었다. 독일의 토마스 만의 작품들도 프랑스에 큰 영향을 미쳤는데, 1912년에 출판된 베네치아에서의 죽음이 대표적이다. 시도니 가브리엘 콜레트는 성적으로 솔직한 클로딘 소설 시리즈와 다른 작품들의 출판으로 프랑스를 충격에 빠뜨렸다. 1880년대 중반에 명성을 얻기 시작한 조리스-카를 위스망스는 주로 그의 책 거꾸로에서 상징주의와 퇴폐주의와 연관될 주제와 스타일을 계속 실험했다. 앙드레 지드, 아나톨 프랑스, 알랭 푸르니에, 그리고 폴 부르제는 이 시대 프랑스에서 가장 인기 있는 소설가들 중 일부이다.

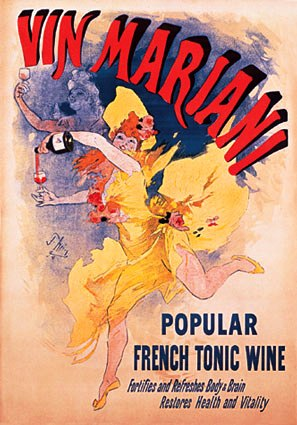
쥘 셰레의 1894년 프랑스 포스터로, 벨 에포크의 생기 넘치는 정신을 담고 있다

시인 중에서는 샤를 보들레르와 같은 상징주의자들이 선두에 있었다. 보들레르의 시집 악의 꽃 (시집)은 1850년대에 출판되었지만, 다음 세대 시인과 예술가들에게 강한 영향을 미쳤다. 퇴폐주의 운동은 폴 베를렌과 무엇보다 프랑스의 전형적인 악동이 된 아르튀르 랭보에 매료된 파리 사람들을 사로잡았다. 랭보의 일뤼미나시옹은 1886년에 출판되었고, 이어서 그의 다른 작품들도 출판되어 벨 에포크와 그 이후의 초현실주의자와 모더니스트들에게 영향을 미쳤다. 랭보의 시는 프랑스 대중이 본 최초의 자유시 작품이었다. 스테판 말라르메의 우연은 결코 주사위 놀음을 폐지하지 않으리에서도 자유시와 타이포그래피적 실험이 나타났으며, 이는 다다이즘과 구체시를 예고했다. 기욤 아폴리네르의 시는 독자들에게 현대 생활의 주제와 이미지를 소개했다. 코스모폴리스: 국제 월간 평론은 유럽 작가들에게 광범위한 영향을 미쳤으며, 런던, 파리, 상트페테르부르크, 베를린에서 발행되었다.
파리의 인기 있는 부르주아 극장은 조르주 페도의 가벼운 소극과 카바레 공연이 지배적이었다. 극장은 표현주의를 포함한 새로운 현대적 방법을 채택했으며, 많은 극작가들이 일상생활과 성생활에 대한 솔직한 묘사나 특이한 예술적 요소로 현대 관객들을 충격에 빠뜨리는 희곡을 썼다. 카바레 극장도 인기를 얻었다.
음악적으로 벨 에포크는 살롱 음악으로 특징지어졌다. 이것은 진지한 음악으로 여겨지지 않고, 일반 대중에게 접근 가능한 짧은 곡으로 여겨졌다. 피아노 독주나 바이올린과 피아노를 위한 작품 외에도 벨 에포크는 방대한 노래 레퍼토리(멜로디, 로만체 등)로 유명했다. 이탈리아인들이 이러한 유형의 노래를 가장 훌륭하게 지지했으며, 그 중 가장 위대한 옹호자는 프란체스코 파올로 토스티였다. 토스티의 노래는 레퍼토리에서 완전히 사라지지 않았지만, 살롱 음악은 일반적으로 잊혀지는 시기에 접어들었다. 심지어 앙코르로도 가수들은 진지한 독주회에서 이를 부르기를 꺼려했다. 이 시기에 왈츠도 번성했다. 오페레타도 요한 슈트라우스 3세, 에메리히 칼만, 프란츠 레하르와 같은 작곡가들과 함께 인기의 절정을 맞았다. 파리에서 활동한 많은 벨 에포크 작곡가들은 오늘날에도 여전히 인기가 있다: 이고르 스트라빈스키, 에리크 사티, 클로드 드뷔시, 릴리 불랑제, 쥘 마스네, 세자르 프랑크, 카미유 생상스, 가브리엘 포레 그리고 그의 제자, 모리스 라벨이다. 포레와 라벨에 따르면, 벨 에포크 시대에 가장 선호되는 작곡가는 에드바르 그리그였는데, 그는 파리 콘서트와 살롱 생활 모두에서 인기의 정점을 누렸다(드레퓌스 사건의 피고인에 대한 그의 입장에도 불구하고). 라벨과 프레데릭 딜리어스는 이 시기의 프랑스 음악이 단순히 "에드바르 그리그에 트리스탄의 3막을 더한 것"에 불과하다고 동의했다.
근대 무용은 연극에서 강력한 예술적 발전으로 부상하기 시작했다. 무용가 로이 풀러는 폴리 베르제르와 같은 인기 있는 장소에 출연했으며, 그녀의 절충적인 공연 스타일을 해외로도 가져갔다. 세르게이 댜길레프의 발레 뤼스는 바츨라프 니진스키에게 명성을 가져다주었고 현대 발레 기술을 확립했다. 발레 뤼스는 불새와 봄의 제전을 포함한 여러 발레 명작을 선보였다 (때로는 동시에 관객 소란을 일으키기도 했다).

## 갤러리

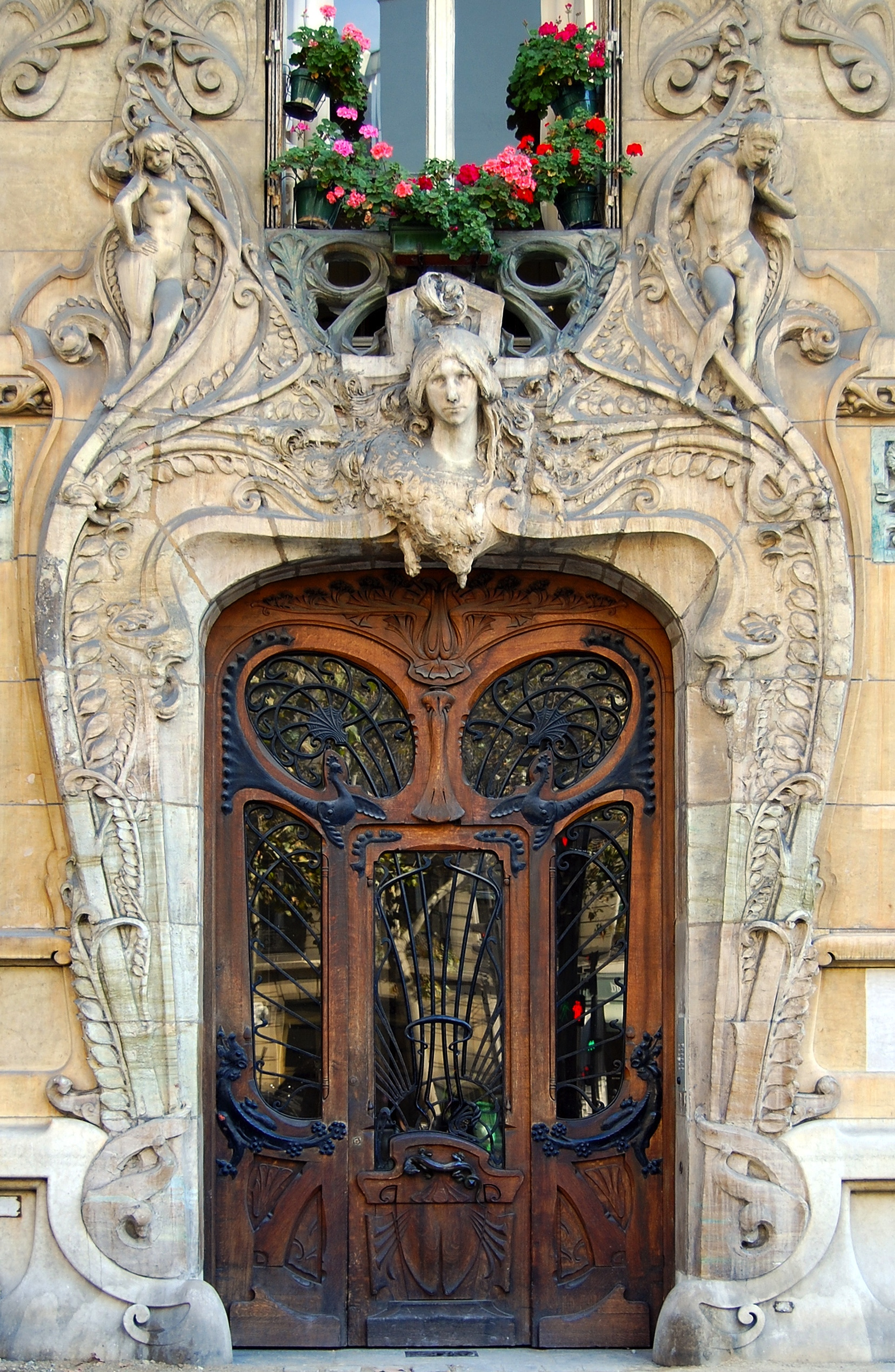
파리의 아르누보 건축물. 건축가 쥘 라비로트, 조각은 장프랑수아 라리베 (1875–1928)
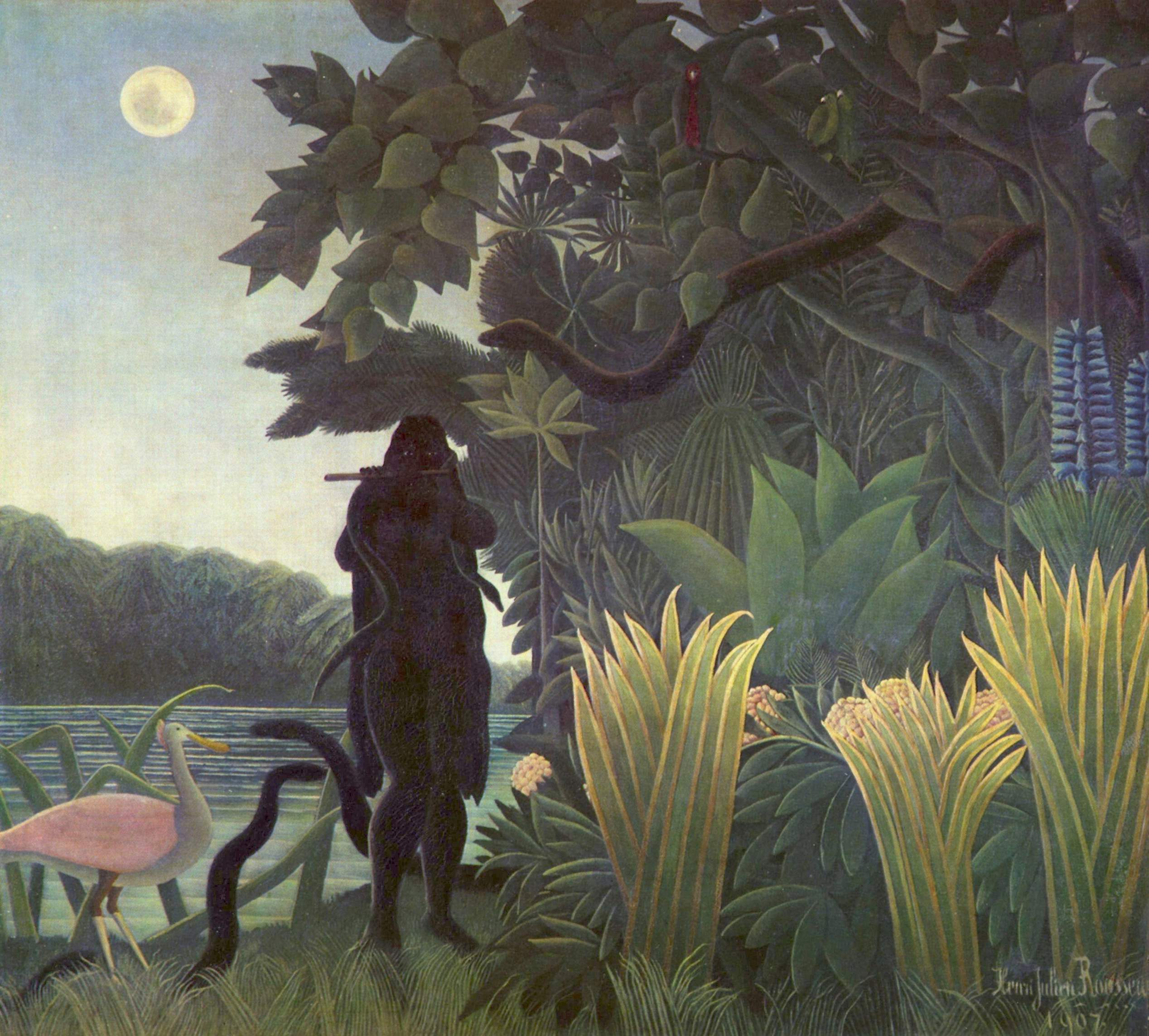
앙리 루소의 <뱀 조련사> (1907년)
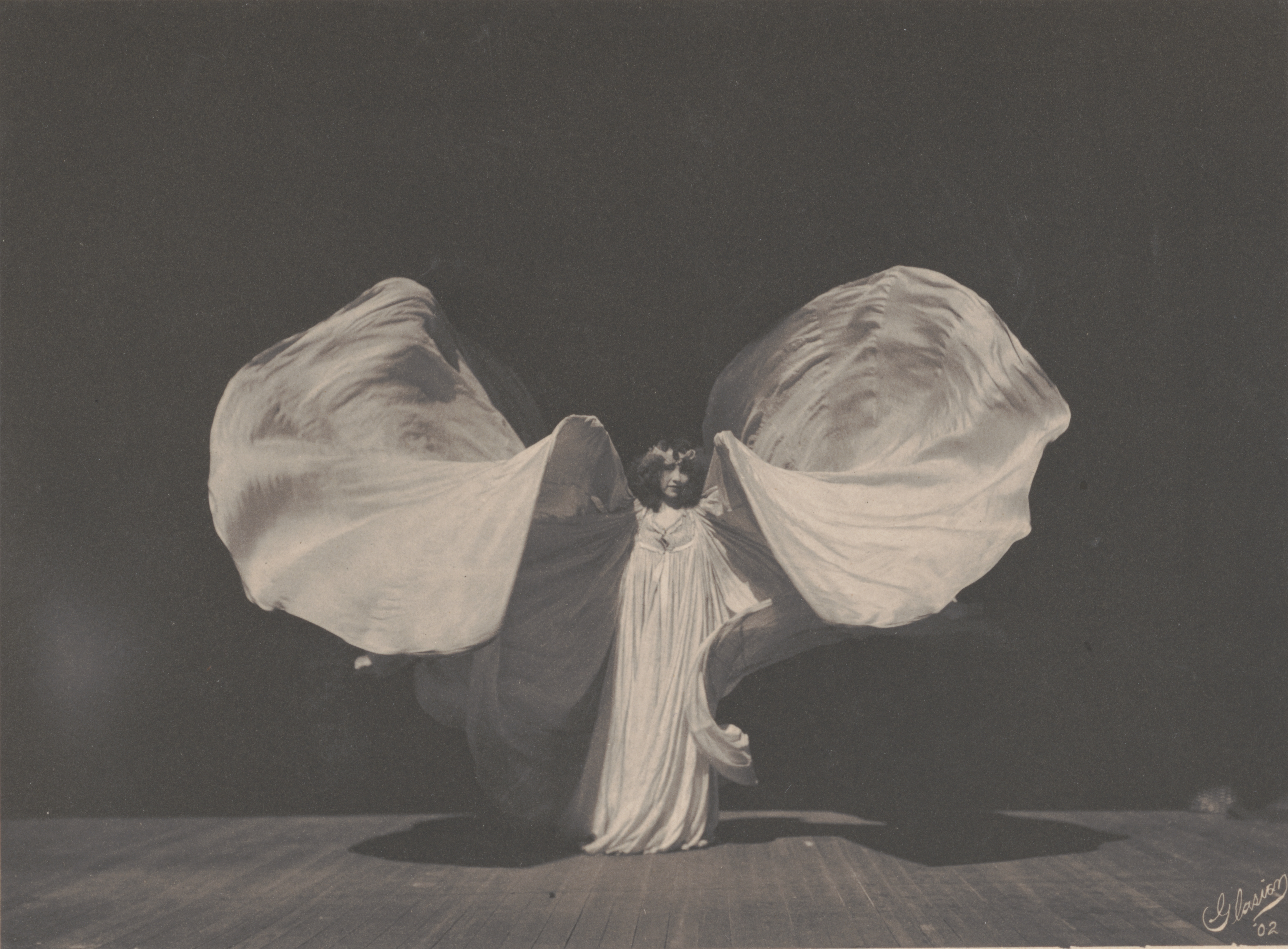
현대 무용 (및 현대 무대 조명) 혁신가 로이 풀러
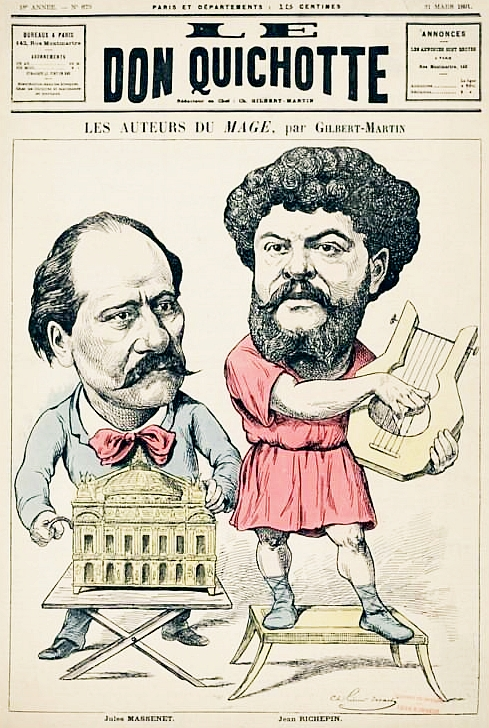
쥘 마스네와 장 리슈팽 (후자는 아폴로 시타로이두스), 1891년 3월 16일 파리의 오페라 코미크에서 초연된 <마술사>의 작가들.
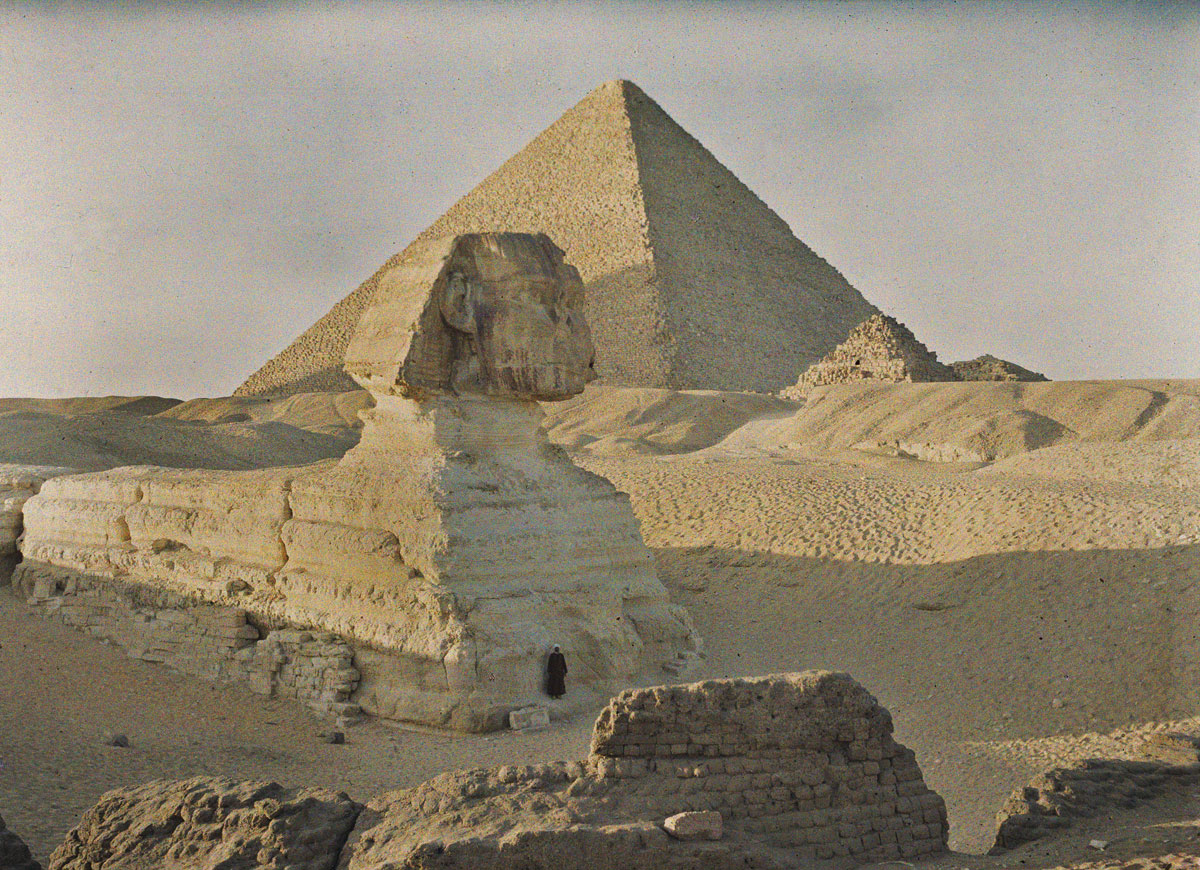
오토크롬은 1907년 색채 사진을 위한 선구적인 방법으로 발명되었다. 여기 기자의 피라미드는 1914년에 촬영되었다.

## 같이 보기
- 황금의 20년대
- 파리의 벨 에포크
- 벨 에포크의 파리 건축
- 찰스 아이루트, 이집트 카이로의 벨 에포크 건축가
- 제2차 산업 혁명
- 브라질 벨 에포크
- 에드워드 시대
- 세기말
- 게이 나인티스
- 도금 시대
- 빅토리아 시대
- 스캔들의 성공
- 유럽 협조

## 내용주
1. ↑  Palmer, Robert Roswell (2013년 9월 20일). 《A history of Europe in the modern world》. Colton, Joel, Kramer, Lloyd S. 11판. New York, NY. ISBN 978-0076632855. OCLC 882719311.
2. ↑  Julie Des Jardins (October 2011). “Madame Curie's Passion”. 《Smithsonian Magazine》. 2012년 11월 27일에 원본 문서에서 보존된 문서. 2012년 9월 11일에 확인함.
3. ↑  Reader, K. (2020). The Marais: The Story of a Quartier. United Kingdom: Liverpool University Press.p.74
4. ↑  Shaw, M. (2015). War and Genocide: Organised Killing in Modern Society. Germany: Wiley. p.10
5. ↑  Martin, B. F. (1999). The Hypocrisy of Justice in the Belle Epoque. United States: LSU Press. passim.
6. ↑  Martin-Fugier, Anne (1993). 《La vie élégante ou La formation du Tout-Paris : 1815–1848》. Paris: Seuil. ISBN 2-02-018218-1. OCLC 34960131.
7. ↑  Isherwood, Robert M. (1981). 《Entertainment in the Parisian Fairs in the Eighteenth Century》. 《The Journal of Modern History》 53. 24–48쪽. doi:10.1086/242240. ISSN 0022-2801. JSTOR 1877063. S2CID 144101254.
8. ↑  Source: Le Frou Frou 1900 Page 128
9. ↑  "논쟁할 여지 없이 벨 에포크의 가장 좋아하는 꽃은 난초와 칼라였다," (Gabriele Fahr-Becker, Art Nouveau 2007, p. 112; 난초 유행은 Eric Hansen, Orchid Fever: A Horticultural Tale of Love, Lust, and Lunacy, 2000에 서술되어 있다.
10. ↑  A. J. P. 테일러, English History 1914–1945, and The Struggle for Mastery in Europe, 1848–1918
11. ↑  Arno J. Mayer, The Persistence of the Old Regime: Europe to the Great War
12. ↑  대중을 위한 자동차인 최초의 포드 모델 T는 1908년에 조립 라인에서 출시되었다.
13. ↑  Mario d'Angelo (2013) La musique à la Belle Époque. Paris: Éditions du Manuscrit.
14. ↑  Nectoux, Jean-Michel (2009). “Grieg. The Paris Stay of 1903” (PDF). 《Griegsociety.com》.

## 추가 문헌
- 반스 줄리언. The Man in the Red Coat (조너선 케이프, 2019).
- 칼리파, 도미니크. The Belle Époque: A Cultural History, Paris and Beyond (컬럼비아 대학교 출판부, 2021).
- 《La Belle Époque》. New York: The Metropolitan Museum of Art. 1982. ISBN 0870993291.
- McAuliffe, Mary. Dawn of the Belle Époque: The Paris of Monet, Zola, Bernhardt, Eiffel, Debussy, Clemenceau, and Their Friends (로우먼 & 리틀필드, 2011).
- McAuliffe, Mary. Twilight of the Belle Epoque: The Paris of Picasso, Stravinsky, Proust, Renault, Marie Curie, Gertrude Stein, and Their Friends Through the Great War (로우먼 & 리틀필드, 2014) online.
- Rudorff, Raymond. Belle Epoque: Paris in the 1890s (해미시 해밀턴, 1972).
- Wires, Richard. "Paris: La Belle Époque". Conspectus of History 1.4 (1977): 60–72.